# Rimas Kurtinaitis
Rimas Kurtinaitis, né le 15 mai 1960 à Kaunas, est un joueur, puis entraîneur de basket-ball lituanien.

## Biographie
En tant que joueur, il évolue au poste d'arrière et est réputé comme l'un des meilleurs tireurs à trois points des années 1980. Il fait partie de la grande équipe du Žalgiris Kaunas aux côtés d'Arvydas Sabonis et de Valdemaras Chomičius qui remporte trois années consécutivement le titre de champion d'URSS.
Avec ceux-ci, il remporte également le titre olympique lors des Jeux olympiques de 1988 de Séoul.
Après sa carrière de joueur, il a été nommé ministre des Sports du gouvernement lituanien (Kūno kultūros ir sporto departamentas) entre 1997 et 2001.
Lors de la saison 2013-2014, il entraîne le Khimki Moscou et réussit un parcours parfait en saison régulière de la VTB United League (18 victoires et 0 défaite). L'équipe se qualifie directement pour les quarts de finale de la compétition. Kurtinaitis est nommé meilleur entraîneur de la saison.
En mars 2016, après plusieurs défaites consécutives en Euroligue, Kurtinaitis est remplacé par Duško Ivanović au poste d'entraîneur.
En janvier 2019, Geórgios Bartzókas, l'entraîneur du Khimki depuis 2017 est licencié en raison de mauvais résultats et remplacé par Kurtinaitis.
En janvier 2021, après 12 défaites consécutives (et un bilan de 2 victoires pour 18 défaites) en Euroligue, Kurtinaitis est démis de ses fonctions. Il est remplacé à titre intérimaire par Andreï Maltsev.

## Carrière de joueur

### Clubs
- 1982-1983 :  CSKA Moscou (1er division)
- 1983-1989 :  Žalgiris Kaunas (1er division)
- 1989-1992 :  SSV Brandt Hagen (Basketball-Bundesliga)
- 1992-1993 :  Žalgiris Kaunas (1er division)
- 1992-1993 :  CBP Huesca (Liga ACB)
- 1992-1993 :  Townsville Suns (NBL)
- 1993-1995 : Real Madrid (Liga ACB)
- 1995-1996 :  Žalgiris Kaunas (1er division)
- 1996-1997 :  Chalon (Pro A)
- 1996-1997 :  ABC Angers (Pro B)
- 1997-1998 :  KK Atletas (1er division)
- 1998-1999 :  Lietuvos rytas (1er division)
- 1998-1999 :  Marijampolė (1er division)
- 2001-2002 :  BC Kiev (1er division)

- 1982-1990 : international soviétique
- 1990-1996 : international lituanien

### Palmarès de joueur

#### Club
- Champion d'URSS 1985, 1986, 1987
- Championnat d'Espagne 1994, 1995

#### Sélection nationale
- Jeux olympiques d'été
  -  Médaille d'or aux Jeux olympiques de 1988 de Séoul
  -  Médaille de bronze aux Jeux olympiques de 1992 de Barcelone
  -  Médaille de bronze aux Jeux olympiques de 1996 d'Atlanta
- Championnat du monde
  -  Médaille d'or au Championnat du monde 1982
  -  Médaille d'argent au Championnat du monde 1986
- Championnat d'Europe
  -  Médaille d'or au Championnat d'Europe 1985
  -  Médaille d'argent au Championnat d'Europe 1987, Championnat d'Europe 1995
  -  Médaille de bronze au Championnat d'Europe 1989

## Carrière d'entraîneur

### Clubs
- 2002-2006 :  Baku Bala BC
- 2006-2007 :  Ural Great Perm
- 2007-2008 :  KK Sakalai
- 2008-2010 :  Lietuvos rytas
- 2010-2011 :  VEF Riga
- 2011-2016 :  BC Khimki
- 2019-2021 :  BC Khimki

### Palmarès
- Vainqueur de l'EuroCoupe 2009, 2012 et 2015